# Rownoje (rejon chomutowski)
Rownoje (ros. Ровное) – osiedle typu wiejskiego w zachodniej Rosji, w sielsowiecie olchowskim rejonu chomutowskiego w obwodzie kurskim.

## Geografia
Miejscowość położona jest 8,5 km od centrum administracyjnego sielsowietu olchowskiego (Olchowka), 18,5 km od centrum administracyjnego rejonu (Chomutowka), 106 km od Kurska.

## Historia
Do czasu reformy administracyjnej w roku 2010 osiedle Rownoje wchodziło w skład sielsowietu bolszealeszniańskiego, który w tymże roku został (wraz z sielsowietami niżnieczupachińskim i nadiejskim) włączony w sielsowiet olchowski.

## Demografia
W 2010 r. miejscowość zamieszkiwało 5 osób.